# Comercio de semillas Roux de Carpentras
El comercio de semillas Roux de Carpentras (en francés: Graineterie Roux de Carpentras) está situada en el 34 de la calle Bel Air en Carpentras en el departamento de Vaucluse. El comercio Roux de Carpentras está catalogado como monumento histórico desde el 9 de septiembre de 2005. Fue fundada en 1907 y es un ejemplo excepcional de esta industria tradicional, y actualmente no hay más que cinco establecimientos de este tipo en Francia, de los cuales otros dos también están catalogados monumentos históricos (uno ubicado en Carignan en las Ardenas, y el otro una granja monástica del siglo XIV en Blois en Loir-et-Cher). Esta tienda de semillas ha estado en funcionamiento desde hace casi un siglo, desde 1919 hasta la década de 2000.

## Historia

### Los sucesivos propietarios
En 1913 Albert Simon, un comerciante de semillas de Sorgues, compró el molino construido por Pierre Nicolas y acabado dos años antes en la calle Bel Air en Carpentras. Instaló un negocio de tratamiento de semillas con el nombre de Maison Albert Simon, llamado el Molino. En 1917 su hija se casó Aimé Roux y recibió el lugar como dote. La tienda de semillas de Aimé Roux con el nombre oficial de oficial de Fábrica de Souville se abrió en 1919. Su actividad principal era el pelado semillas así como el envasado y la comercialización de las semillas producidas para el mercado local, destinado al sector de la alimentación (arroz, colza, girasol, llantén indio, ...). Ubicada en las proximidades de la estación de Carpentras, que incluye el transporte de cercanías, no ha cesado nunca la distribución de sus productos a escala nacional.
En la década de 1920 se realiza la primera ampliación de la fábrica, así como la construcción de un primer piso. En 1928 se renuevan los cimientos del edificio y se levanta una nueva fachada. En esa época se compran nuevas máquinas para las nuevas líneas de producción.
Durante la Segunda Guerra Mundial se requisa la fábrica: la línea de pelado se utiliza para tratar arroz y también guistantes en lata. En 1949 se crean los establecimientos Aimé Roux. André Roux, hijo del fundador, empieza a gestionar la fábrica en 1951 y se abre un laboratorio. Se obtiene la autorización para la multiplicación de semillas.
A mediados de los 1980, como resultado de una quiebra, la planta se convierte en Graineterie Bel-Air hasta finales de los 1990, cuando Maurice Fra, agricultor y cliente, alquila el negocio y lo denomina Fra Décorticage.
Actualmente la fábrica también está involucrada en el tratamiento de varios tipos de granos (cereales, oleaginosas, leguminosas) de los agricultores locales destinadas a la alimentación ecológica.